# Chiajna
Chiajna (ejtsd kiázsná) község és falu Ilfov megyében, Munténiában, Romániában. A hozzá tartozó települések: Dudu és Roșu.

## Fekvése
A megye nyugati részén található, a megyeszékhelytől, Bukarest belvárosától, tizenhárom kilométerre nyugatra, a főváros Militari nevű negyedével egybenőve, a Dâmbovița folyó közelében.

## Története
A település a nevét Doamna Chiajnáról (magyarul: Chiajna asszony) kapta, aki Cernica-Știrbeiu országbíró felesége volt. Az ő tulajdonában volt egykor a birtok, amikor a 18. század folyamán az első telepesek itt megjelentek. Az első lakosok a mai Cernavodă környékéről illetve Bulgáriából érkeztek. Első írásos említése egy 1787-ben kelt okiratból származik. 
A 19. század végén a község Ilfov megye Snagov járásához tartozott és Chiajna, Dudu, Rudeni valamint Giulești falvakból állt, összesen 2313 lakossal. A község tulajdonában volt két iskola, négy templom, egy gőzmalom és egy vízimalom. Ezen időszakban Roșu egy másik község központja volt, melyhez Roșu, Giulești, Crângași, Catanele és Boja települések tartoztak, összesen 800 lakossal. Ebben a községben volt egy iskola, egy vízimalom és három templom, egy-egy Crângași, Giulești valamint Roșu falvakban. 
1925-ös évkönyv szerint Chiajna községet Ilfov megye Băneasa járásához csatolták és Chiajna, Dudu, Rudeni, Giulești-Sârbi valamint Catanele falvak tartoztak az irányítása alá. Catanele települést Roșu községtől csatolták el, az egykor önálló település manapság Rudeni falu része. Chiajna község lakossága ekkor 4228 fő volt. Roșu község ekkoriban Roșu, Giulești-Țigănia és Puțul lui Crăciun falvakból állt, összesen 5168 lakossal.
1950-ben közigazgatási átszervezés alapján, a 16 Februarie rajonhoz került, majd 1968-ban közvetlenül Bukarest irányítása alá helyezték. Giulești-Sârbi ekkor veszítette el önálló települési rangját és csatolták Bukaresthez. Rudeni falut pedig Chitila irányítása alá helyezték. Roșu ugyancsak ekkor veszítette el községközponti rangját, és Chiajna irányítása alá került. A Roșu községhez tartozó falvakat, Giulești-Țigăniát és Puțul lui Crăciunt, Bukaresttel egyesítették. 
1981-től az Ilfovi Mezőgazdasági Szektor része lett, egészen 1998-ig, amikor ismét létrehozták Ilfov megyét.

## Lakossága
| Nemzetiségek        | 2002 | 2002   |
| ------------------- | ---- | ------ |
| Románok             | 7981 | 99,65% |
| Romák               | 8    | 0,09%  |
| Németek             | 4    | 0,04%  |
| Olaszok             | 3    | 0,03%  |
| Görögök             | 3    | 0,03%  |
| Bolgárok            | 3    | 0,03%  |
| Magyarok            | 2    | 0,02%  |
| Szerbek             | 1    | 0,01%  |
| Egyéb nemzetiségűek | 4    | 0,04%  |
| Összesen            | 8009 | 100,0% |

## Látnivalók
- „Sfântul Nicolae” templom - 1831 és 1897 között épült.
- Chiajna asszony szobra - Nicolae Popa szobrász alkotása.